# Dzbańce
Dzbańce (česky Džbánce, německy Krug) je ves v jižním Polsku, v Opolském vojvodství, v powiatu głubczyckém, ve gmině Branice.

## Geografie
Ves leží v Opavské pahorkatině. Přes ves protéká potok Kałuża (též Dopływ z Posucic, něm. Kaluscha), pravý přítok Troji.

## Demografie
V roce 2006 měla ves 51 obyvatel.